# 钦州站
钦州站位于中华人民共和国广西壮族自治区钦州市钦南区，是南防铁路、钦北铁路、钦防铁路上的火车站，由中国铁路南宁局集团管辖，目前仅办理货运业务。

## 歷史
- 建于1986年。
- 车站于2014年停办旅客业务。

## 車站周邊
- 白海豚国际酒店
- 喜洋洋主题乐园
- 钦州市第五中学
- 钦州湾广场
- 仟仟万家钦州购物中心
- 中国建设银行永福西大街分理处
- 中国邮政储蓄银行钦州市分行营业部
- 钦北区白水塘社区图书馆
- 中国农业银行钦州北迎支行